# Синдром Бланда — Уайта — Гарланда
Синдро́м Бла́нда — Уа́йта — Га́рланда (англ. Bland-White-Garland syndrome; Anomalous left coronary artery from the pulmonary artery (ALCAPA)) — вроджена патологія, що характеризується аномальним відгалуженням лівої вінцевої артерії від легеневої артерії(англ. Malformation of coronary vessels).

## Історичні відомості
Вперше дану аномалію описав у 1886 році Г. Брукс (англ. H. Brooks). В 1911 році особливості анатомії вінцевих судин при даній патології детально дослідив російський патологоанатом О. І. Абрикосов. У 1933 році американські кардіологи Е. Бланд (англ. Edward Franklin Bland), П. Уайт (англ. Paul Dudley White) та Й. Гарланд (англ. Joseph Garland) детально описали клінічні та електрокардіографічні ознаки даної аномалії, через що даний синдром назвали на їхню честь.

## Поширеність
Аномальне відгалуження лівої вінцевої артерії від легеневої артерії є відносно рідкісною патологією. Вада зустрічається приблизно в 1 випадку на 300 тисяч новонароджених. На дану ваду припадає 0,24-0,46 % випадків вроджених аномалій серця.

## Клінічний перебіг захворювання
Виділяють два типи аномалії: інфантильний та дорослий. Для інфантильного типу характерний поганий розвиток міжвінцевих анастомозів й рання поява ознак серцевої недостатності вже на 1-2-му місяці життя дитини. Якщо тип аномалії дорослий, то колатералі розвинуті добре і хворі можуть дожити до юнацького, а іноді й дорослого віку. Інфантильний тип аномалії зустрічається в 85 % випадків, в той час як дорослий — лише у 15 %.

## Лікування
Проведення операції — коронарного шунтування.

## Прогноз
Без оперативного лікування тривалість життя пацієнтів із синдромом Бланда — Уайта — Гарланда невелика, більшість з них помирає раптово на фоні відносного благополуччя через розвиток тяжкої прогресуючої ішемії міокарда або через рефрактерну до лікування серцеву недостатність.